# Marc Feldmann
Sir Marc Feldmann (* 2. Dezember 1944 in Lemberg) ist ein britischer (nach anderen Angaben australischer) Immunologe. Er ist Professor an der Universität Oxford und Direktor des Kennedy Institute of Rheumatology. Er ist für die Entwicklung von TNF-Blockern bekannt.

## Leben
Feldmann stammte aus einer jüdischen Familie in Polen (nahe der sowjetischen Grenze) und kam gleich nach dem Zweiten Weltkrieg mit seiner Familie nach Frankreich. Mit acht Jahren kam er nach Australien. Er studierte Medizin an der University of Melbourne mit dem Bachelor-Abschluss (MBBS) 1957 und wurde dort am Walter and Eliza Hall Institute of Medical Research 1972 bei Gustav Nossal in Immunologie promoviert. In den 1970er Jahren zog er nach England und arbeitete dort bei Avrion Mitchison in einer Forschungsgruppe zur Tumorimmunologie des Imperial Cancer Research Fund. 1985 wechselte er an das Charing Cross Sunley Research Centre in London und das Kennedy Institute of Rheumatology, die dem Imperial College angeschlossen waren und ab 2011 der Universität Oxford. Er is Fellow am Somerville College.

## Werk
Feldmann veröffentlichte in den 1980er Jahren eine neue Hypothese über den Mechanismus von Autoimmunkrankheiten und der Rolle, die Zytokine dabei spielen. Mit Ravinder Maini studierte er seine Theorie anhand von rheumatischer Arthritis und fand eine Anhäufung des Cytokins TNF-α in befallenen Gelenken. Wurde TNF-alpha blockiert, führte dies zur Reduktion anderer entzündungsbefördernder Cytokine. Klinische Tests mit einem Antikörper (Infliximab der Biotech-Firma Centocor), der TNF-alpha blockierte wurden 1992 erfolgreich am Charing Cross Hospital durchgeführt. Das war der Beginn der Entwicklung der TNF-Blocker.

## Auszeichnungen
- 2000: Crafoord-Preis (gemeinsam mit Ravinder N. Maini)[1]
- 2003: Albert Lasker Award for Clinical Medical Research (gemeinsam mit Ravinder N. Maini)[2]
- 2006 Fellow der Royal Society
- 2007: Europäischer Erfinderpreis[3]
- 2008: Dr. Paul Janssen Award for Biomedical Research (gemeinsam mit Ravinder N. Maini)[4]
- 2010: Knight Bachelor[5]
- 2010: Ernst Schering Preis (gemeinsam mit Ravinder N. Maini)[6]
- 2010: Auswärtiges Mitglied der National Academy of Sciences[7]
- 2014: Canada Gairdner International Award
- 2014: Companion des Order of Australia
- 2020: Tang Prize in der Kategorie „Biopharmazeutische Forschung“[8]
- 2024: Royal Medal